# Siegesdenkmal (Bozen)

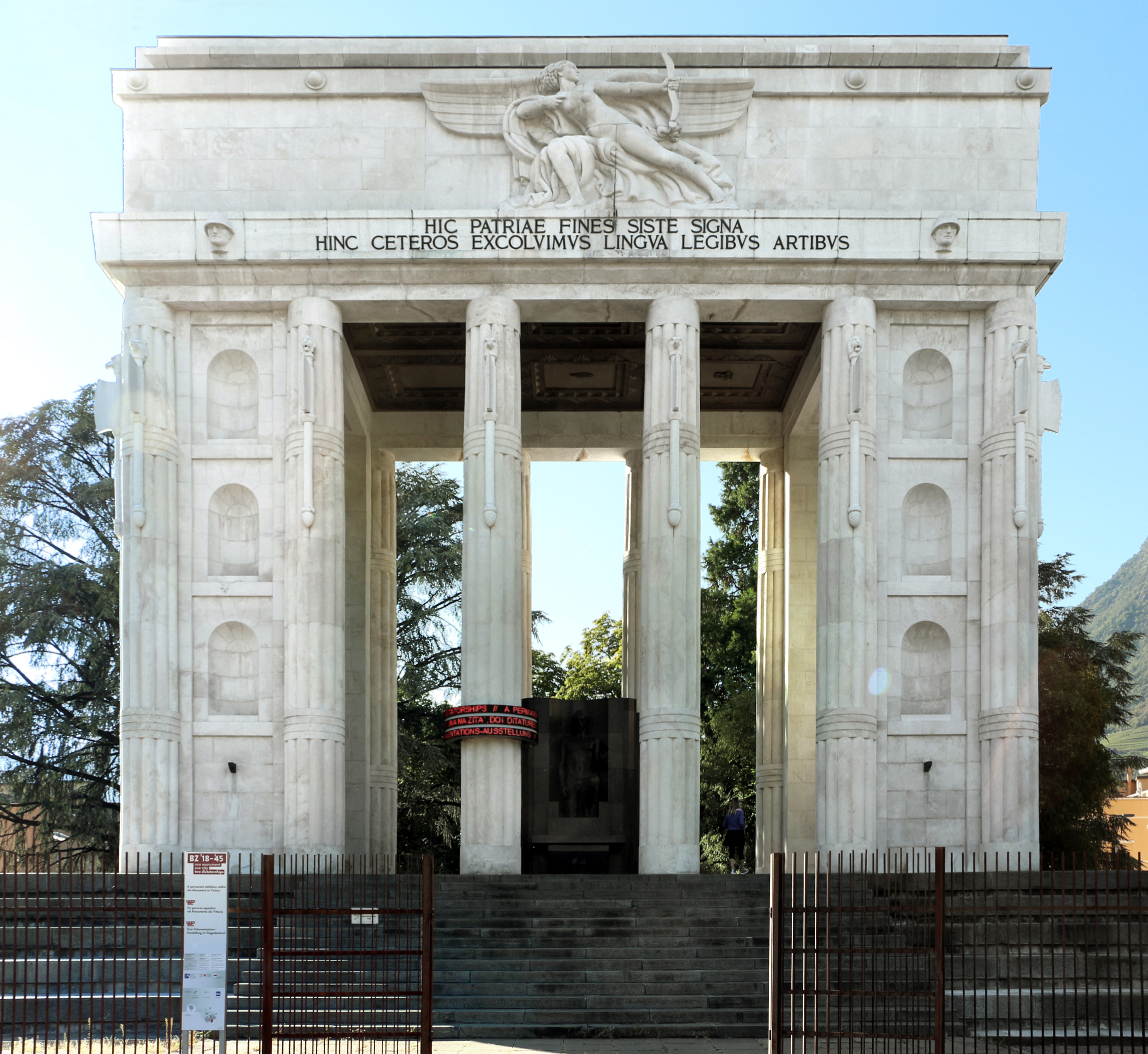
Das Denkmal von Osten (Vorderseite), 2016

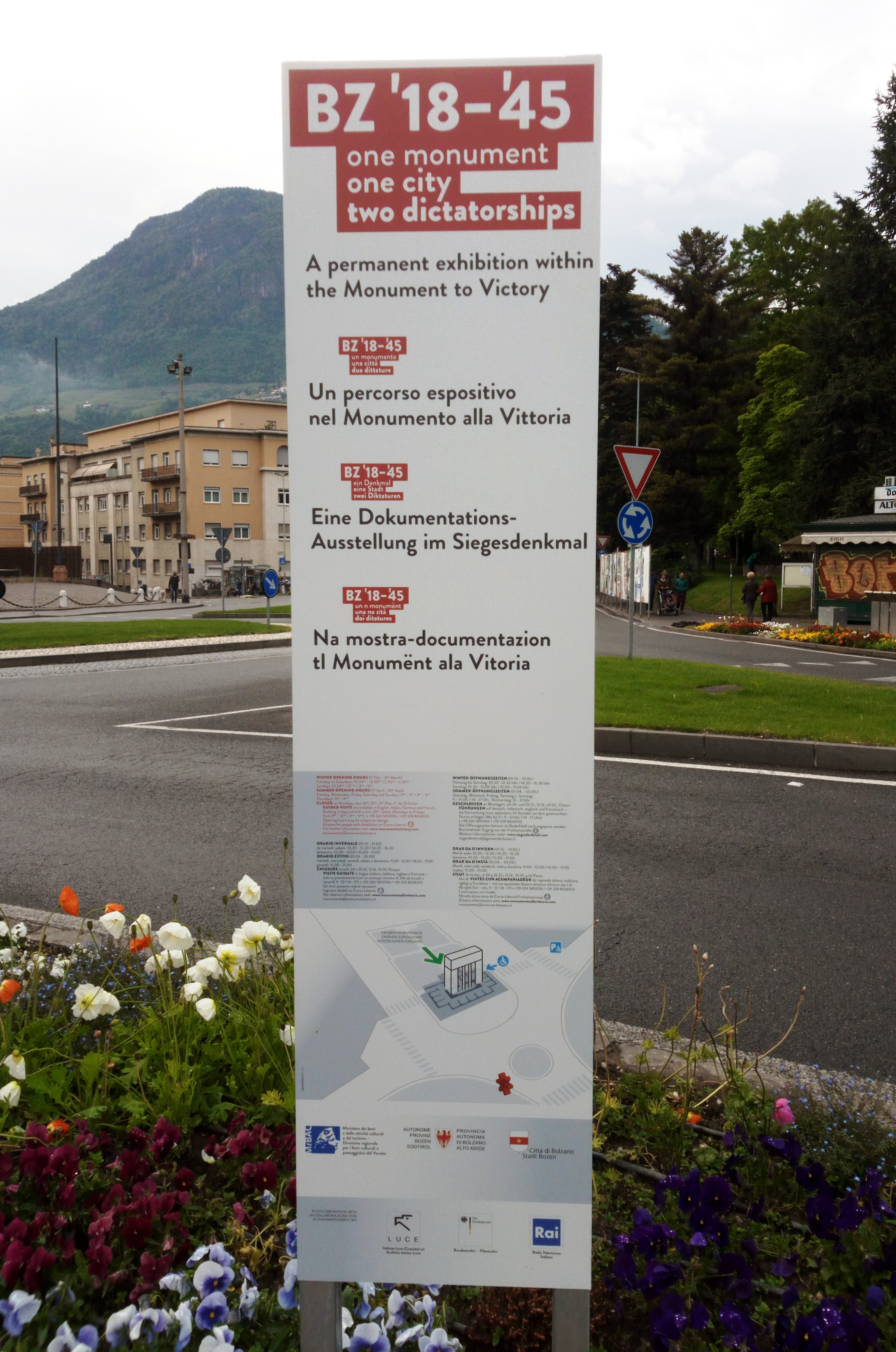
Hinweistafel auf die Dokumentations-Ausstellung BZ '18–'45: ein Denkmal, eine Stadt, zwei Diktaturen

Das Siegesdenkmal (italienisch Monumento alla Vittoria) auf dem Siegesplatz (italienisch Piazza della Vittoria) in Bozen (Südtirol, Italien) ist eines der bedeutendsten Monumente aus der Zeit des Faschismus in Südtirol. Errichtet wurde es unter Mitwirkung wichtiger zeitgenössischer Künstler als Symbol des Faschismus und der Italianität im 1920 vom Königreich Italien annektierten südlichen Tirol sowie als Denkmal für die italienischen Toten des Ersten Weltkriegs. Jahrzehntelang war das 1928 eingeweihte Siegesdenkmal – ähnlich dem ehemaligen faschistischen Parteigebäude – aufgrund des transportierten Geschichtsbilds und seiner politischen Aussagekraft Gegenstand erbitterter Debatten zwischen den verschiedenen Bevölkerungsgruppen in Südtirol. Nachdem das dem italienischen Staat gehörende und unter Denkmalschutz stehende Bauwerk über dreißig Jahre lang nicht zugänglich gewesen war, wurde 2014 in den unterirdischen Räumlichkeiten des Denkmals ein Dokumentationszentrum zur Bozner und Südtiroler Geschichte während der faschistischen und nationalsozialistischen Herrschaft eingerichtet.

## Baubeschreibung

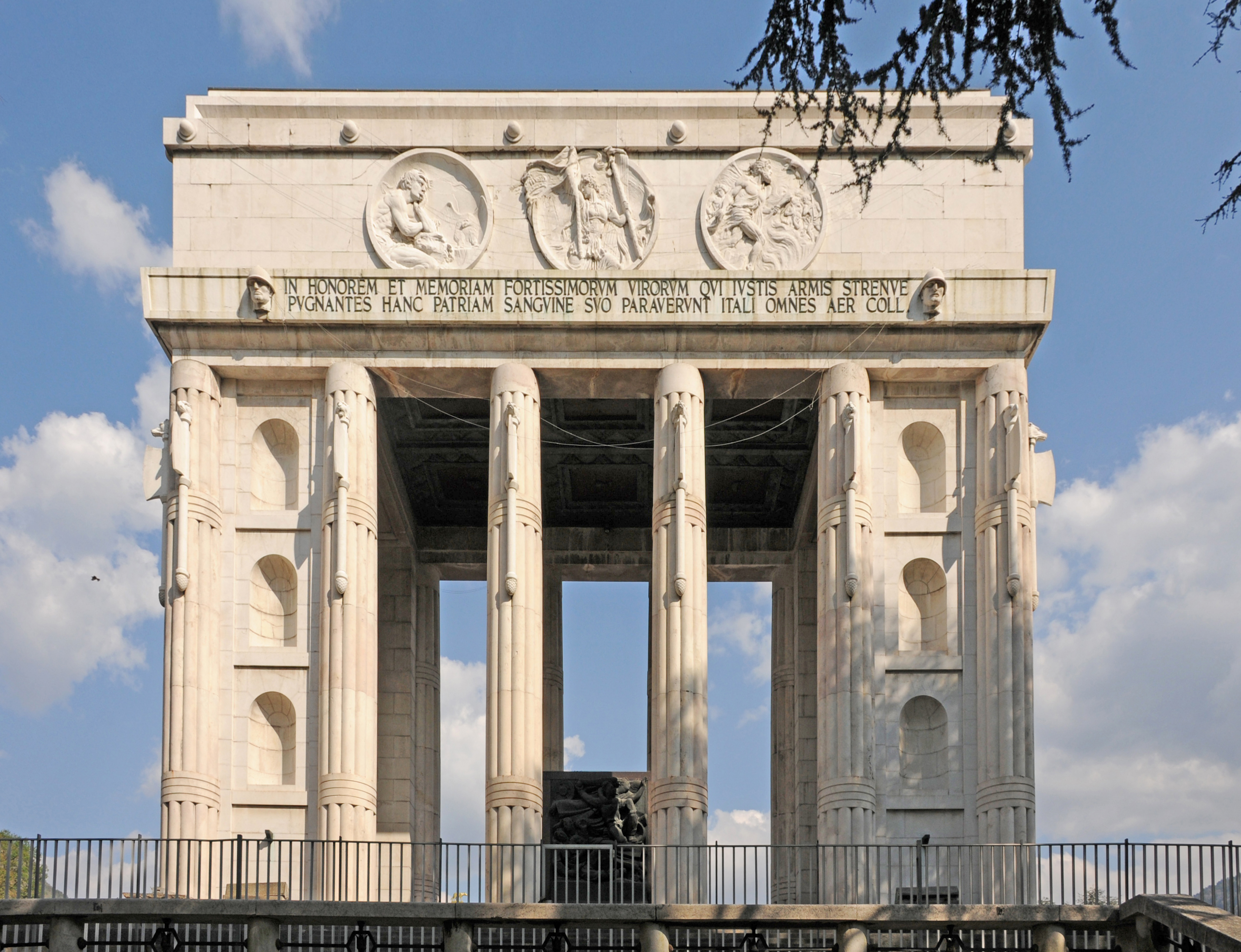
Das Denkmal von Westen, 2013

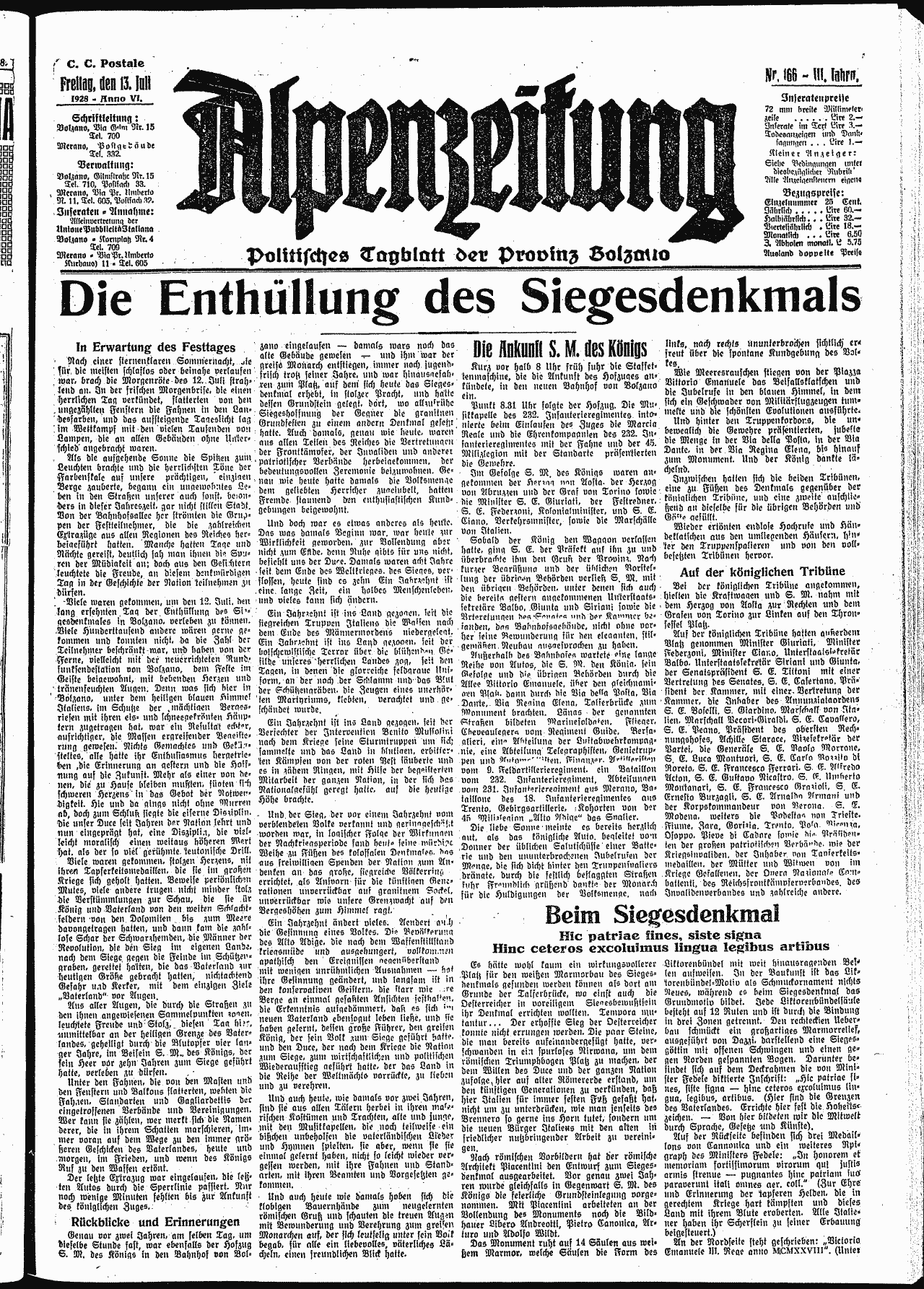
Bericht des faschistischen Parteiblatts Alpenzeitung vom 13. Juli 1928 zur Eröffnungsfeier und mit Erklärung der lateinischen Inschriften

Das von Marcello Piacentini entworfene Siegesdenkmal ist ein 19 m breiter, 20,5 m hoher und 8 m tiefer Triumphbogen aus Marmor, der mit antiker, faschistischer und christlicher Symbolik ausgestaltet ist. Seine 14 Säulen und Halbsäulen wurden als überdimensionale Liktorenbündel ausgearbeitet. Die dekorativen Tierköpfe über den Beilen und die helmbewehrten Köpfe am Gesims sind Werke von Giovanni Prini. Die stadträumlich zentrale Position des Monuments – am Übergang von der Bozner Altstadt zum Stadtviertel Gries-Quirein platziert – verweist auch auf Piacentinis Anspruch, die Planungen für ein faschistisches Groß-Bozen mit einem symbolischen Mittel- und Ausgangspunkt auszustatten.

Inschrift am Architrav der Ostseite

An der östlichen Stirnseite – der Altstadt Bozens und der Talferbrücke zugewandt – schießt eine von Arturo Dazzi geschaffene Siegesgöttin einen Pfeil gegen den „germanischen Norden“ ab. Darunter findet sich folgende lateinische Inschrift:

“HIC PATRIAE FINES SISTE SIGNA // HINC CETEROS EXCOLVIMVS LINGVA LEGIBVS ARTIBVS”

„Hier an den Grenzen des Vaterlandes setze die (Feld-)Zeichen. Von hier aus bildeten wir die Übrigen durch Sprache, Gesetze und Künste.“

Ursprünglich war anstelle von ceteros („die Übrigen“) das Wort barbaros („die Barbaren“) vorgesehen gewesen. Trotz der abgemilderten Wortwahl blieb die intendierte Aussage unmissverständlich: Das faschistische Italien bringe als kulturell, politisch und militärisch überlegene Macht den Bewohnern des zurückgebliebenen Randgebiets die Zivilisation.
An der Westseite finden sich drei Medaillons von Pietro Canonica, die (von Nord nach Süd) einen den Vogelflug studierenden Icarus, eine mit wehenden Fahnen vorwärts stürmende Italia und einen feuerraubenden bzw. -bringenden Prometheus darstellen. Die darunter stehende Inschrift, einer entsprechenden antiken Inschrift auf dem Tropaeum Traiani nachempfunden, verweist auf eine der Hauptfunktionen des Denkmals:

“IN HONOREM ET MEMORIAM FORTISSIMORVM VIRORVM QVI IVSTIS ARMIS STRENVE // PVGNANTES HANC PATRIAM SANGVINE SVO PARAVERVNT ITALI OMNES AER COLL”

„Zur Ehre und zum Gedenken der überaus tapferen Männer, die in rechtmäßigen Waffengängen entschlossen kämpfend mit ihrem Blut dieses Vaterland gewannen, sammelten alle Italiener Geld [für dieses Denkmal]/[errichteten] alle Italiener mit gesammeltem Geld [dieses Denkmal].“

Das Monument sollte also auch als Gedenkstätte für die im Ersten Weltkrieg im Kampf gegen Österreich-Ungarn gestorbenen italienischen Soldaten dienen. Allerdings hatten diese „rechtmäßigen Waffengänge“ zur Gewinnung des „Vaterlands“ nicht im deutschsprachigen Teil Tirols oder gar in der Nähe Bozens stattgefunden, was der Gefallenenverehrung an diesem Ort ein artifizielles Gepräge gab.
Die Nord- und Südseite vermerkten gut sichtbar die Auftraggeber des Bauwerks:

“VIC. EMAN. III. REGE // A. MCMXXVIII”

„König Viktor Emanuel III. im Jahr 1928“

“BEN. MVSSOLINI // ITAL. DVCE A. VI”

„Italiens Duce Benito Mussolini im Jahr 6 [der faschistischen Zeitrechnung]“

Die auf Mussolini verweisende Inschrift an der Südseite wurde nach dem Sturz des Faschismus entfernt. Weiter gut sichtbar sind die drei Fasces auf den Säulen, deren Beilschneiden nach außen zeigen und zwei behelmte Soldatenköpfe im Architrav.

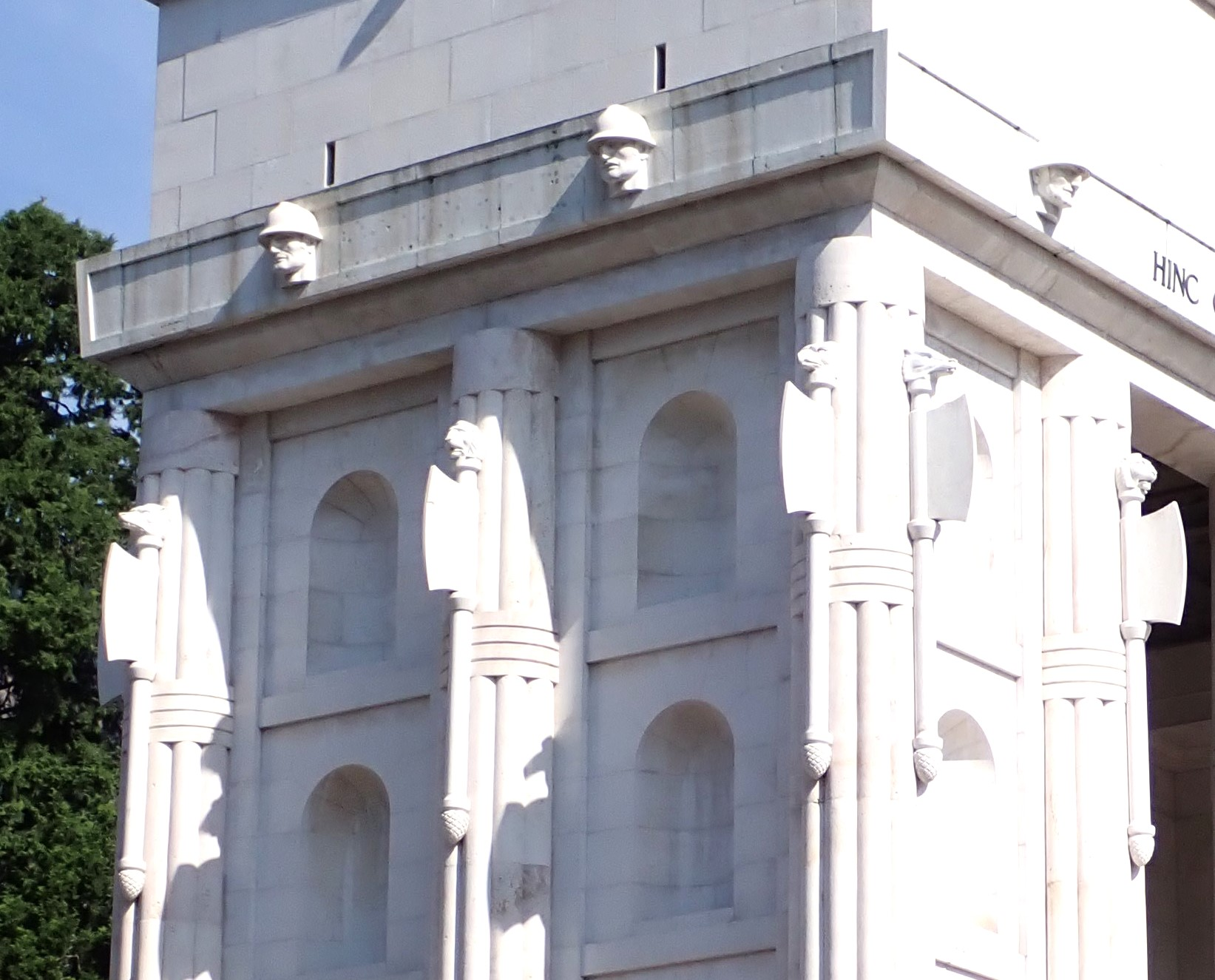
Südseite des Denkmals, 2024

Im Innenraum des Triumphbogens befindet sich zentral positioniert ein von Libero Andreotti ausgeführter Altar mit der Figur des auferstandenen Christus. Daneben wurden in Nischen Büsten der irredentistischen „Märtyrer“ Cesare Battisti, Fabio Filzi und Damiano Chiesa aufgestellt, allesamt Werke von Adolfo Wildt.
Unterhalb des Denkmals befinden sich eine als kultischer Weiheraum gestaltete „Krypta“ sowie weitere anschließende Räumlichkeiten. Die Krypta ist mit zwei großen Fresken von Guido Cadorin geschmückt, die Die Hüterin der Geschichte und Die Hüterin des Vaterlandes darstellen.
Auf dem Platz vor dem Denkmal, unmittelbar an der Talferbrücke positioniert, befinden sich auf hohen Säulen die beiden Figuren der Kapitolinischen Wölfin und des venezianischen Markuslöwen, die der Südtiroler Bildhauer Ignaz Gabloner als vergoldete Holzplastiken für das von Piacentini ab 1934 geplante, aber nicht vollständig realisierte große Siegesforum (Foro della Vittoria) im Jahr 1938 anfertigte. „Die beiden Herrschaftszeichen demonstrierten öffentlich die Legitimation des faschistisch-italienischen Dominiums in der nördlichen Grenzregion und wurden erst 2018, freilich ohne jegliche weitergehende Historisierung, von der Stadtgemeinde Bozen renoviert.“ Ebenfalls 1938 wurde im rückwärtigen Park des Siegesdenkmals eine faschistische Säule errichtet, die mit ihren Inschriften des Basaments auf apologetische Weise an die Eroberungskriege des Faschismus in Libyen und Ostafrika sowie den Spanischen Bürgerkrieg erinnert. Die von der römischen Klassik inspirierte Säule wurde am 5. Juni 1938 im Beisein von Kronprinz Umberto II. eingeweiht und nimmt an ihrer dem Platz zugewandten Vorderseite ostentativ auf die in diesen Kriegen gefallenen Südtiroler Soldaten Bezug (agli Atesini caduti per l'Impero).

## Geschichte

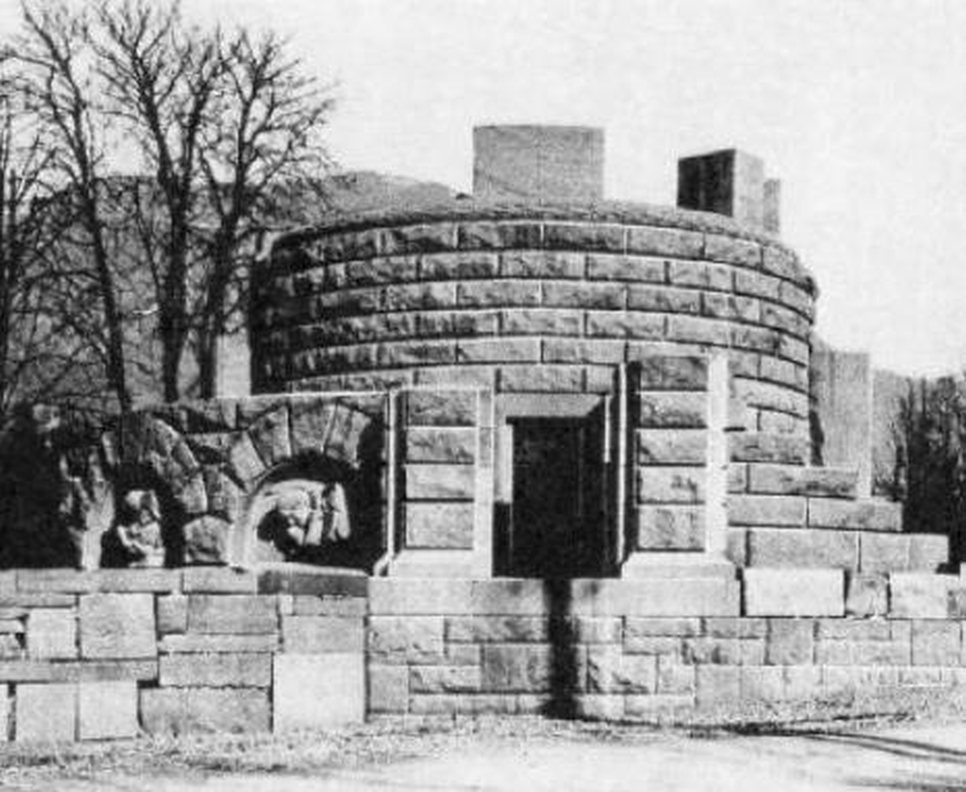
Das ehemalige Kaiserjäger-Denkmal für die Kriegstoten aus dem Ersten Weltkrieg wurde 1917 gebaut, nie fertiggestellt und 1927 abgerissen, um Platz für das italienische Siegesdenkmal in Bozen zu schaffen.

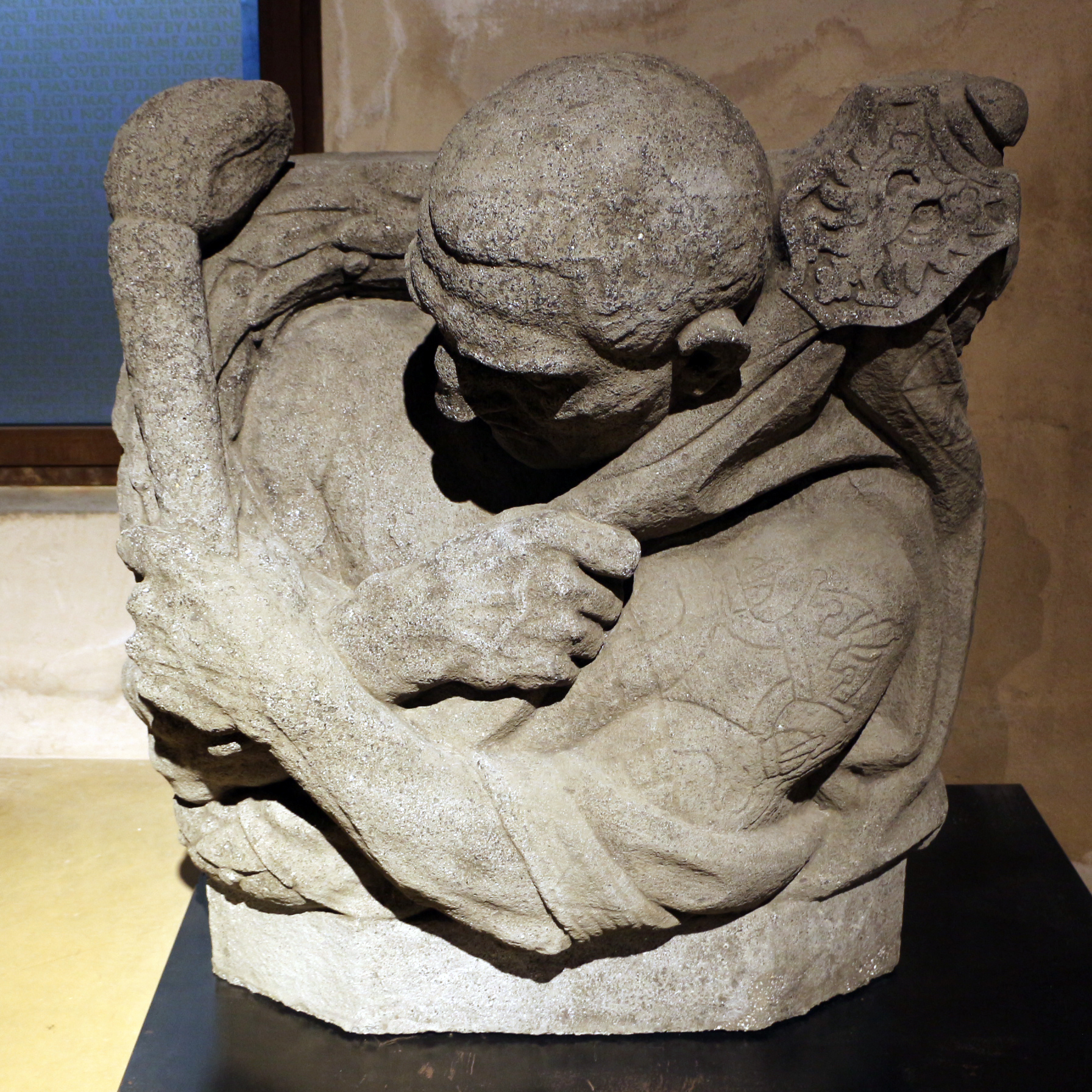
Franz Ehrenhöfers Skulptur Die Soldatentreue vom ehemaligen Kaiserjägerdenkmal (Abguss)

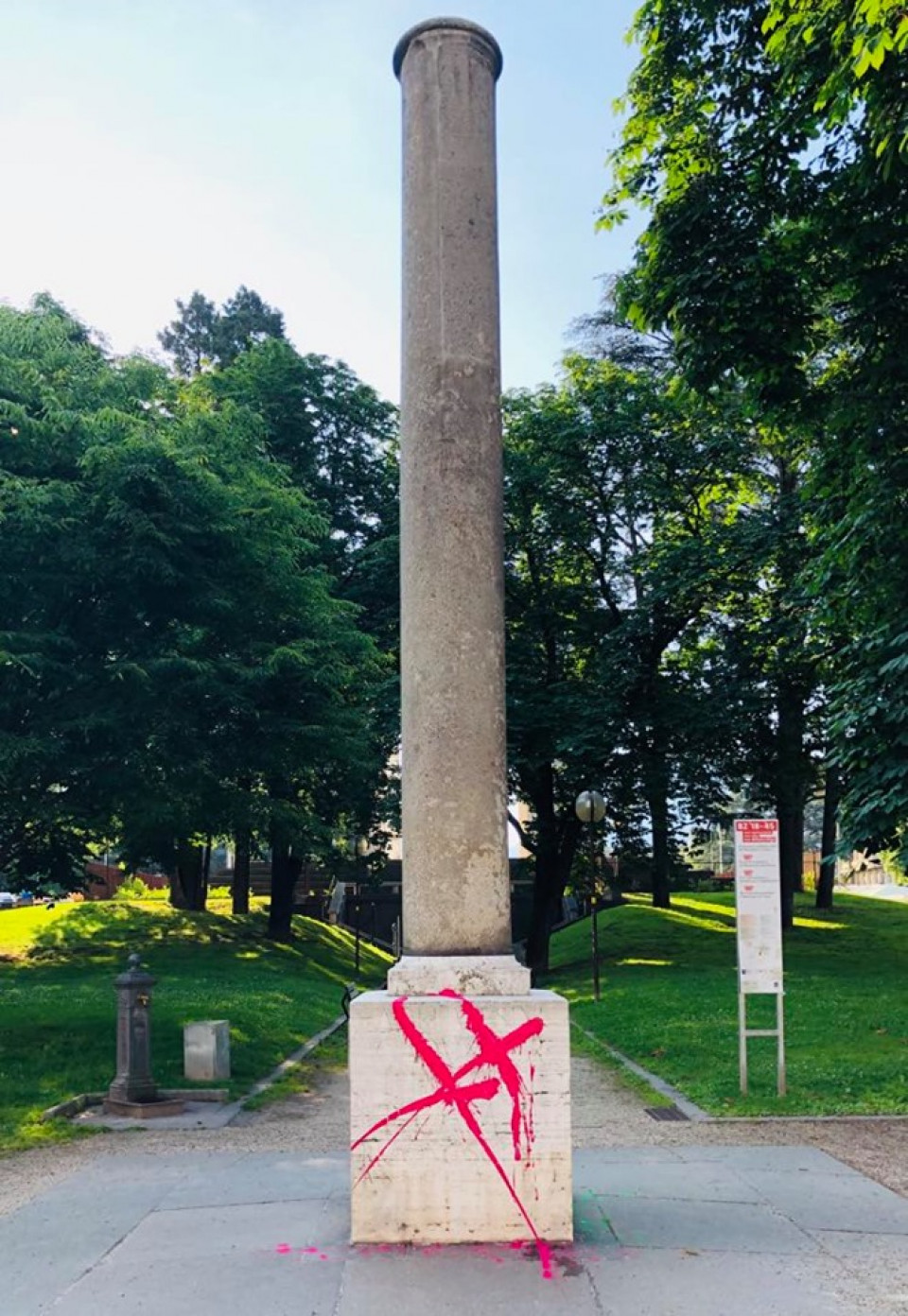
Die faschistische Säule im Park des Siegesdenkmals von 1938 mit Black-Lives-Matter-Graffiti (2020)

Nach der Annexion Südtirols 1919/20 durch Italien in Folge des Ersten Weltkriegs und der Machtübernahme von Diktator Mussolini im Herbst 1922 begann das Regime damit, österreichische Monumente in den neuen Provinzen zu verräumen oder zu zerstören. Am 10. Februar 1926 wurde in der Abgeordnetenkammer auf Benito Mussolinis persönliche Initiative hin und mit außenpolitischer Stoßrichtung – gerichtet insbesondere gegen südtirolfreundliche Äußerungen des deutschen Außenministers Gustav Stresemann und des bayerischen Ministerpräsidenten Heinrich Held – die Entscheidung getroffen, im damals bereits den repressiven Maßnahmen der Italianisierung ausgesetzten Bozen ein faschistisches Monument zu errichten.
Die ursprüngliche Idee Mussolinis war es, dem italienischen Irredentisten Cesare Battisti dieses Monument zu widmen, der 1916 von den Österreichern hingerichtet worden war. Dieser Vorschlag fand bei den faschistischen Organisationen in ganz Italien und im Ausland große Zustimmung, obwohl sich Battisti bereits 1915 zusammen mit verschiedenen italienischen Politikern für eine Grenze bei der Salurner Klause ausgesprochen hatte, also gegen den Anschluss Südtirols an Italien. In kürzester Zeit wurden die erforderlichen 3 Millionen Lire eingesammelt. Den Marmor für den Bau schenkten Industrielle aus Lucca. In Bozen selbst unterzeichneten 348 Bürger ein von Rechtsanwalt Anton Kinsele initiierten Protestaufruf gegen den geplanten Denkmalbau und die damit verbundene Spendensammlung, wurden dafür aber umgehend bei der Bozner Präfektur vom Polizeibeamten Karl Brandstätter denunziert, welcher unter dem Deckmantel „Capa“ zugleich als Mitarbeiter der faschistischen Geheimpolizei OVRA fungierte.
Am 17. März 1926 trat die Kommission zusammen, die das Projekt genehmigen sollte. Sie bestand aus Mussolini, Ettore Tolomei, dem Staatssekretär Giacomo Suardo und dem Minister für den öffentlichen Unterricht Pietro Fedele, welcher die Inschriften am Denkmal beisteuerte.
Mussolinis Wunsch, das Monument in der Nähe der Talferbrücke zu errichten, wo während des Ersten Weltkriegs die österreichische Administration den Architekten Karl Ernstberger und den Künstler Franz Ehrenhöfer damit beauftragt hatte, ein Monument für die gefallenen Kaiserjäger zu bauen, wurde rasch in die Tat umgesetzt. Das Projekt wurde dem Architekten Marcello Piacentini anvertraut, der seine Planungen dann auch im Juni präsentierte. Im Juni 1927 wurde das unfertig gebliebene Kaiserjägerdenkmal gesprengt, während der Bau des neuen Denkmals bereits voranschritt.
Die Enthüllung und Einweihung des Denkmals für die „Märtyrer des Ersten Weltkrieges“ erfolgte am 12. Juli 1928 in Anwesenheit des Königs Viktor Emanuel III. und des Bischofs von Trient Celestino Endrici. An diesem Tag fand in Innsbruck am Bergisel eine Gegendemonstration mit rund 10.000 Teilnehmern statt.
Da weder Battistis Witwe noch seine Tochter sich einverstanden erklärten, die Figur des Irredentisten aus Trient für Propagandazwecke zu missbrauchen, entschloss sich Mussolini, das Denkmal dem Sieg zu widmen. Battistis Witwe war bei der Einweihung nicht dabei. Es wurde jedoch eine Zeremonie in faschistischem Stil inszeniert, an der auf offizielles Drängen hin auch 23 Südtiroler Musikkapellen teilnahmen.
In den Jahrzehnten nach dem Zweiten Weltkrieg wurde das Siegesdenkmal zur Verhinderung möglicher Anschläge – wie etwa im September 1978 geschehen  – intensiv durch Carabinieri-Patrouillen und hohe Zäune bewacht, die jeglichen Zugang zum Bauwerk unterbanden.

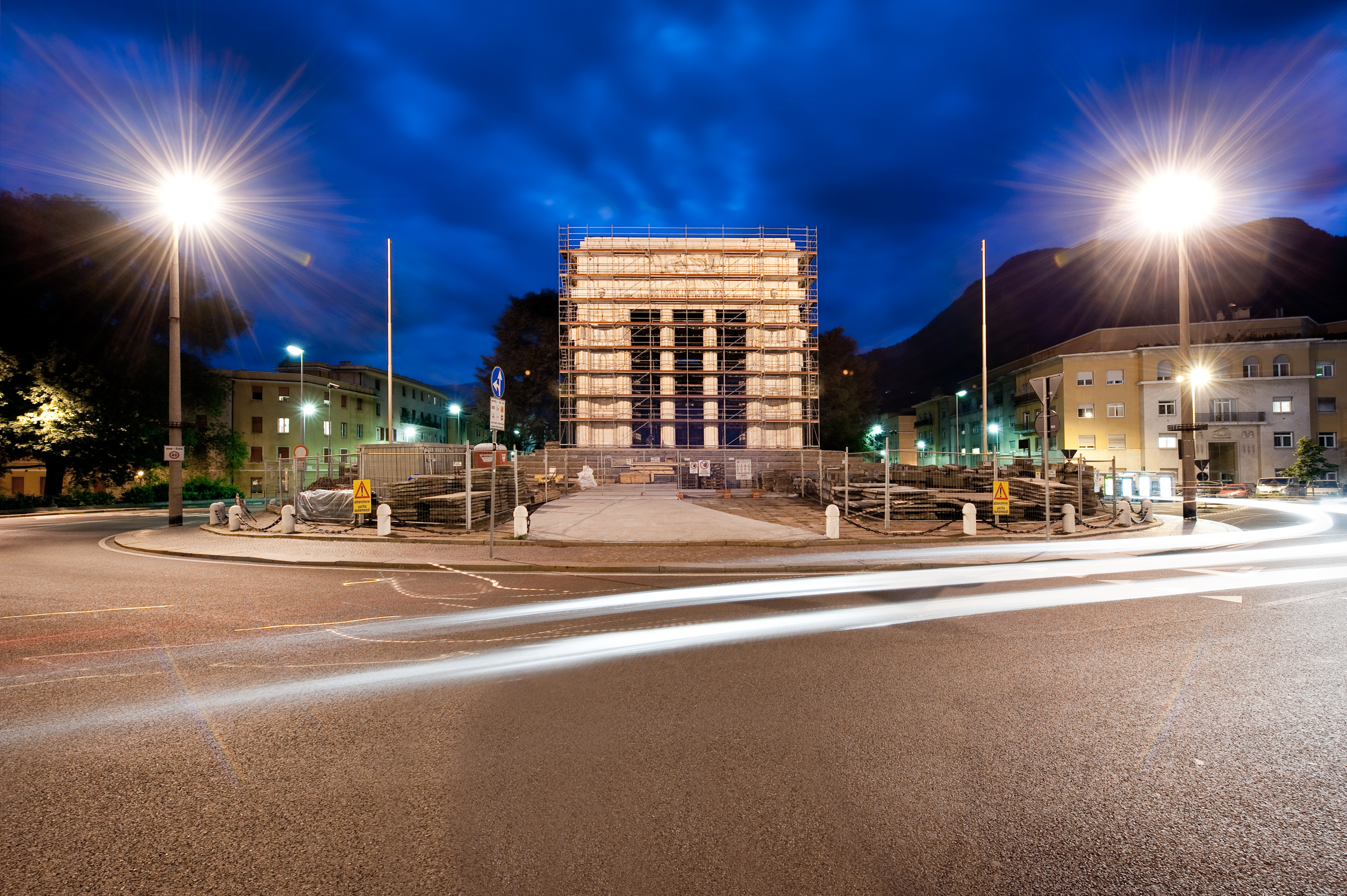
Renovierungsarbeiten am Monument im Jahr 2011

Zwischen 2009 und 2014 erfolgten diverse bauliche Maßnahmen. Zunächst wurde das Siegesdenkmal im Auftrag des „Ministero per i Beni e le Attività Culturali“ von Grund auf renoviert.
Anschließend kam es zu punktuellen Umgestaltungen, die der Errichtung eines Dokumentationszentrum in den unterirdischen Räumlichkeiten sowie der öffentlichen Zugänglichmachung des oberirdischen Bereichs dienten. Die Dauerausstellung BZ ’18–’45: ein Denkmal, eine Stadt, zwei Diktaturen wurde von einer wissenschaftlichen Kommission, bestehend aus Ugo Soragni als Vertreter des Staates, Andrea Di Michele und Christine Roilo als Vertreter des Landes Südtirol, Silvia Spada und Hannes Obermair als Vertreter der Stadt Bozen, erarbeitet. In dreizehn unterirdischen Räumen wird dabei nicht nur die Geschichte des Denkmals behandelt, sondern auch die Geschichte Bozens und Südtirols unter faschistischer und nationalsozialistischer Herrschaft beleuchtet. Zwei LED-Anzeigetafeln mit Laufschriften an und hinter dem Denkmal weisen im Außenbereich auf die Dauerausstellung hin. Die Ausstellung ist ganzjährig mit freiem Eintritt geöffnet.

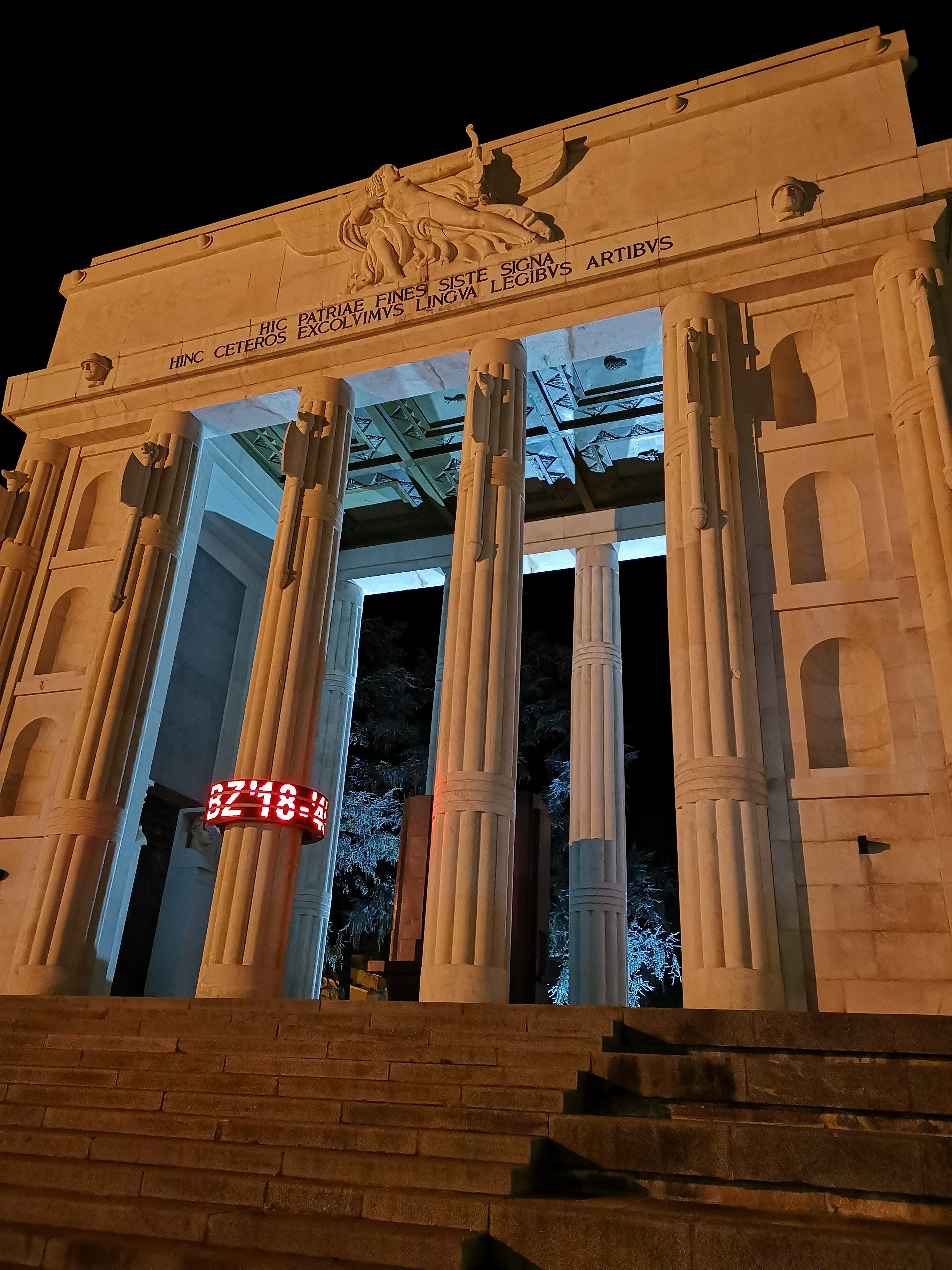
Das Denkmal bei Nacht, 2018

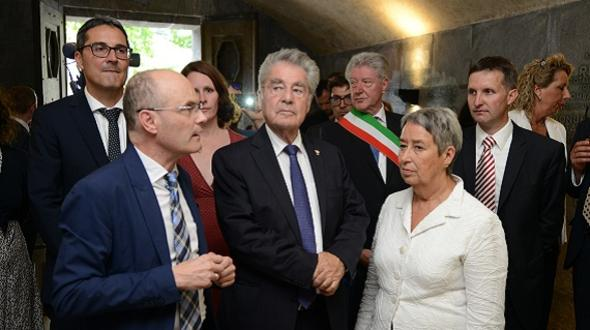
Heinz und Margit Fischer beim offiziellen Besuch der Dauerausstellung im Juni 2016

Die Eröffnung der neuen Einrichtung erfolgte am 21. Juli 2014 im Beisein von Landeshauptmann Arno Kompatscher und Kultusminister Dario Franceschini. Kurz vor dem Ende seiner Amtszeit stattete Österreichs Bundespräsident Heinz Fischer in Begleitung seiner Ehefrau Margit Fischer der Dokumentationsausstellung im Juni 2016 einen offiziellen Besuch ab.

## Rezeption

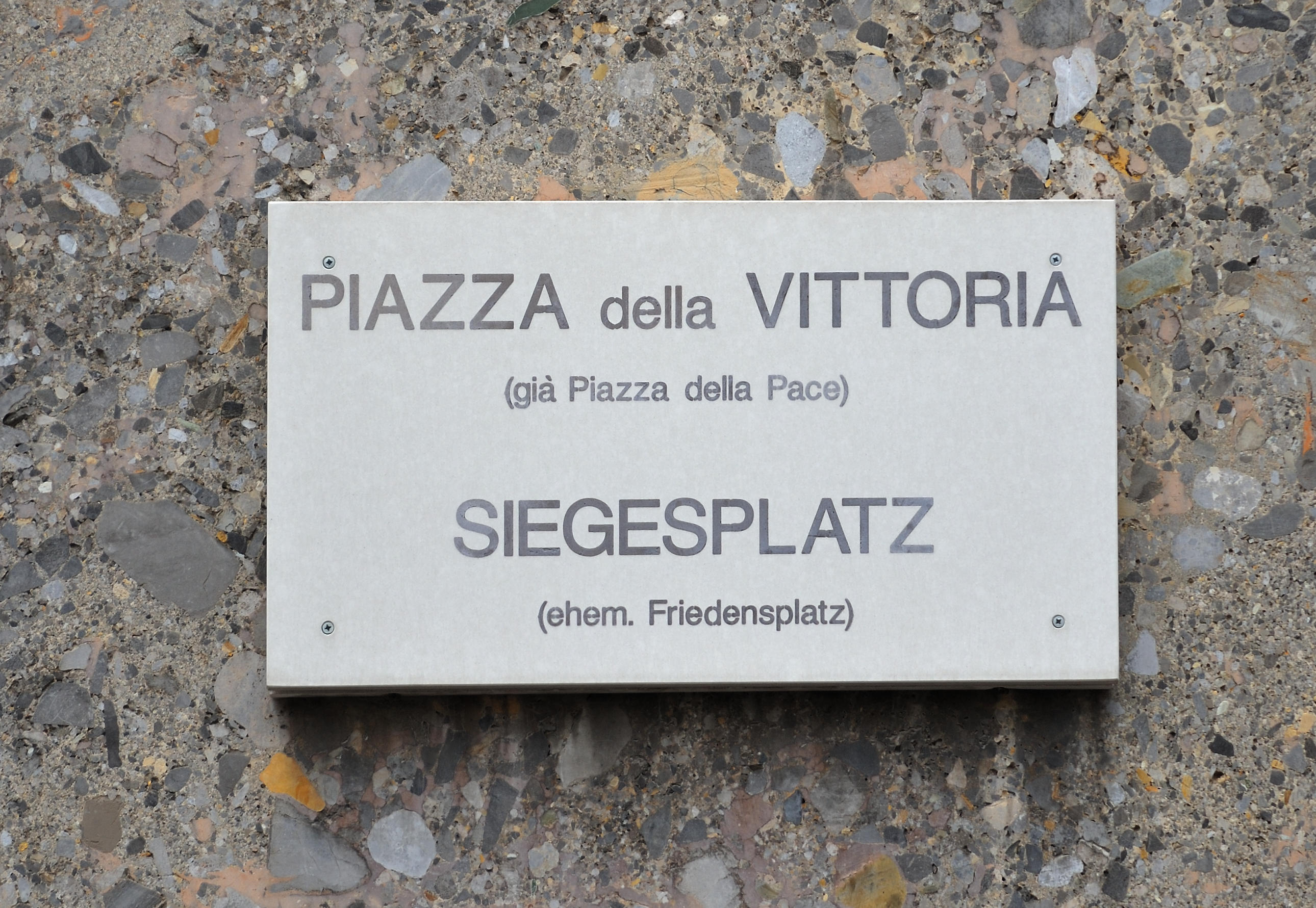
Siegesplatz, ehemaliger Friedensplatz

Das Siegesdenkmal war seit dem Zweiten Weltkrieg zusammen mit dem von Hans Piffrader gemeißelten Relief an der Casa Littoria in Bozen ein Konfliktthema der Südtiroler Gesellschaft. Der Name, das transportierte Geschichtsbild und die antidemokratisch-bellizistische Symbolkraft des Denkmals, besonders manifest in den dem Geiste des italienischen Faschismus entsprechenden Inschriften, wurden von zahlreichen deutschsprachigen Südtirolern als Provokation empfunden, die in der Forderung nach einer „Schleifung“ des Bauwerks gipfelte. Umgekehrt wurden die Bewahrung des Siegesdenkmals vor fremden Zugriffen und dessen absolute bauliche Unversehrtheit von italienischsprachiger Seite erbittert als zentrales Element der italienischen Souveränität in Südtirol verteidigt.
Das Konfliktpotential um das Siegesdenkmal ergab sich gemäß den Ausführungen des Historikers Andrea Di Michele aus seiner Polyvalenz, deren Aspekte je nach politischem Bedürfnis partiell ausgeblendet würden. Das Bauwerk beinhalte nämlich drei Bedeutungsebenen, es sei zugleich (1) ein „Tempel des Faschismus und der Italianität des Grenzgebiets“, der durch eindeutige Aussagen und unmissverständliche Symbolik das vermeintliche Schicksal Italiens als Herrscherin und Zivilisationsbringerin in den Vordergrund stelle, (2) ein Denkmal für die italienischen Toten des Ersten Weltkriegs, die von den faschistischen Machthabern völlig für ihre Zwecke vereinnahmt wurden, und (3) ein Kunstwerk, das unter Beteiligung bedeutender zeitgenössischer Künstler entstand.

“Chi in passato ne proponeva l’abbattimento sorvolava su quest’ultimo elemento, il valore artistico del manufatto, alla cui realizzazione parteciparono alcuni tra i più significativi artisti italiani dell’epoca. Chi ancora oggi, al contrario, lo considera invece intoccabile, insiste sul secondo aspetto, facendo finta che si tratti di un neutro altare dedicato alla memoria dei caduti, magari anche di coloro che combatterono dall’altra parte. In realtà, per leggere adeguatamente i significati del Monumento alla Vittoria bisogna considerare tutte tre le sue facce”

„Wer in der Vergangenheit den Abriss vorschlug, überging den letztgenannten Bestandteil des Ganzen, nämlich den künstlerischen Wert des Bauwerks, an dessen Verwirklichung einige der bedeutendsten italienischen Künstler der Epoche mitwirkten. Wer es hingegen noch heute als unantastbar erachtet, beharrt auf dem zweitgenannten Aspekt, einfach so tuend, als handle es sich hierbei um einen dem Totengedenken gewidmeten neutralen Altar, der eventuell sogar jene berücksichtige, die auf der Gegenseite kämpften. Tatsächlich muss man, wenn die Bedeutungsebenen des Siegesdenkmals angemessen gelesen werden sollen, alle drei Seiten betrachten.“

Am 4. November, dem Jahrestag zum Ende des Ersten Weltkrieges und somit des italienischen Sieges über Österreich, zu dem auch Südtirol gehörte, diente das Siegesdenkmal lange Jahre als Ort von Kranzniederlegungen durch Vertreter staatlicher Institutionen. Diese Praxis sorgte für regelmäßige Empörung bei deutschsprachigen Südtirolern, insbesondere beim Südtiroler Schützenbund.
Erst im 21. Jahrhundert kam es zu konkreten Bemühungen um eine symbolische Entschärfung bzw. Historisierung. Im Jahr 2002 wurde der Siegesplatz von der Stadt Bozen in „Friedensplatz“ (italienisch Piazza della Pace) umbenannt. Die Einwohner der Stadt Bozen (rund 73 % italienisch- und 26 % deutschsprachig) sprachen sich allerdings in einem kurz darauf abgehaltenen Referendum mehrheitlich für den alten Namen Siegesplatz aus, den der Platz seitdem wieder trägt.
Am 22. Februar 2005 enthüllten die Vertreter der Gemeinde Bozen vor dem Denkmal Tafeln, die an die Leiden der Bevölkerung und die Verbrechen der Faschisten in jener Zeit erinnern. Diese konnten aber wegen des starken Widerstandes der italienischen Rechtsparteien lediglich in ca. 50 m Entfernung vom Monument errichtet werden. Auch ihre Größe musste als Kompromiss auf ca. 25 × 25 cm beschränkt werden. Die vier Tafeln zeigen in den drei Landessprachen Italienisch, Deutsch, Ladinisch und in englischer Sprache folgenden Text:

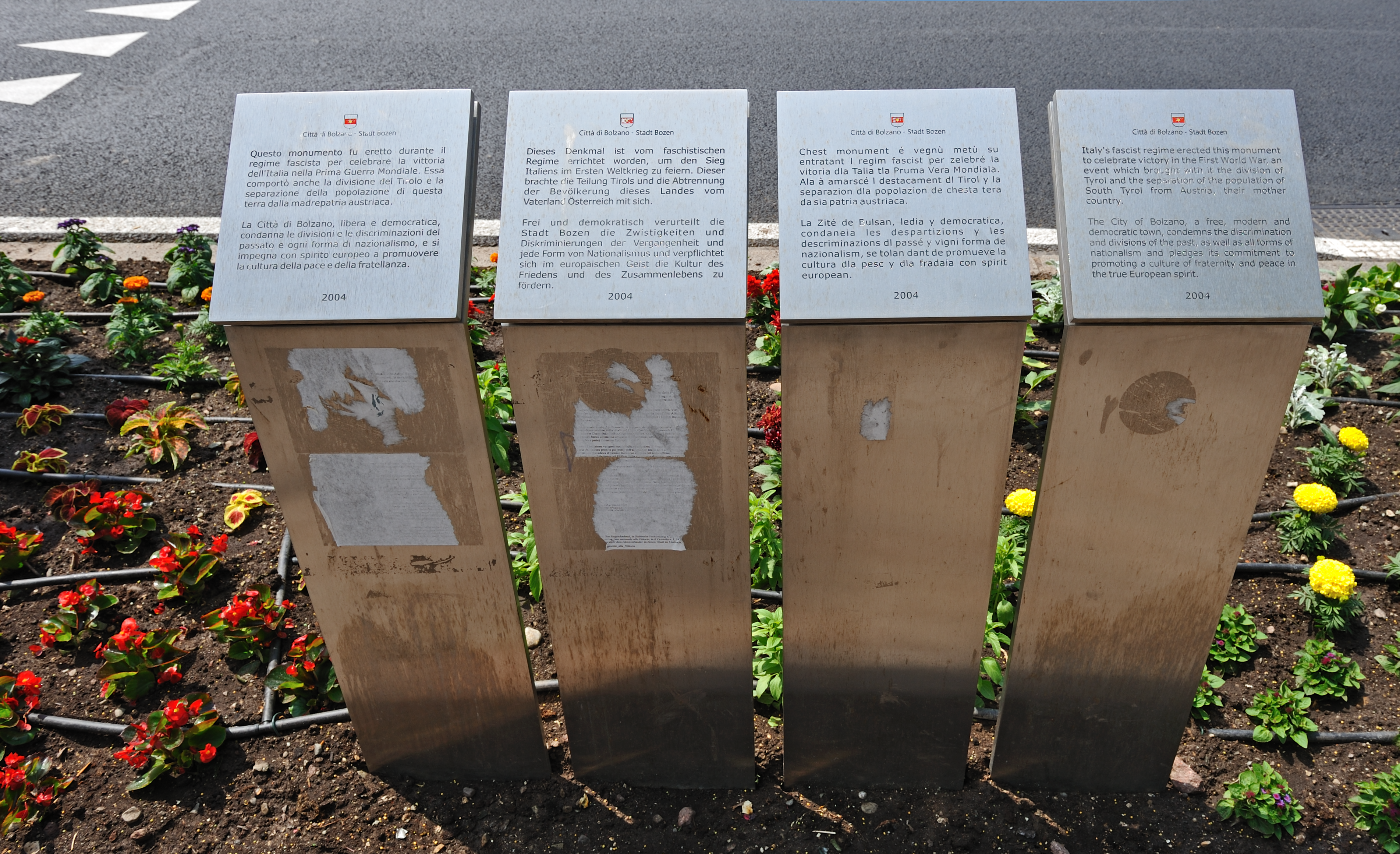
Die kleinen Schilder der Gemeinde von 2004 in 50 m Entfernung vom Siegesdenkmal in den drei Landessprachen Italienisch, Deutsch, Ladinisch und in englischer Sprache

„Stadt Bozen – Dieses Denkmal ist vom faschistischen Regime errichtet worden, um den Sieg Italiens im Ersten Weltkrieg zu feiern. Dieser brachte die Teilung Tirols und die Abtrennung der Bevölkerung dieses Landes vom Vaterland Österreich mit sich. Frei und demokratisch verurteilt die Stadt Bozen die Zwistigkeiten und Diskriminierungen der Vergangenheit und jede Form von Nationalismus und verpflichtet sich im europäischen Geist die Kultur des Friedens und des Zusammenlebens zu fördern – 2004.“

Am 26. Jänner 2011 sicherte der italienische Kulturminister Sandro Bondi zu, die laufende Sanierung zu stoppen und erst dann wieder aufzunehmen, sobald mit dem Land Südtirol und der Gemeinde Bozen eine einvernehmliche Lösung für die künftige Zweckbestimmung gefunden würde. Dies geschah im Zuge der Verhandlungen zum Stimmverhalten der SVP-Parlamentarier beim Misstrauensvotum gegen Bondi.

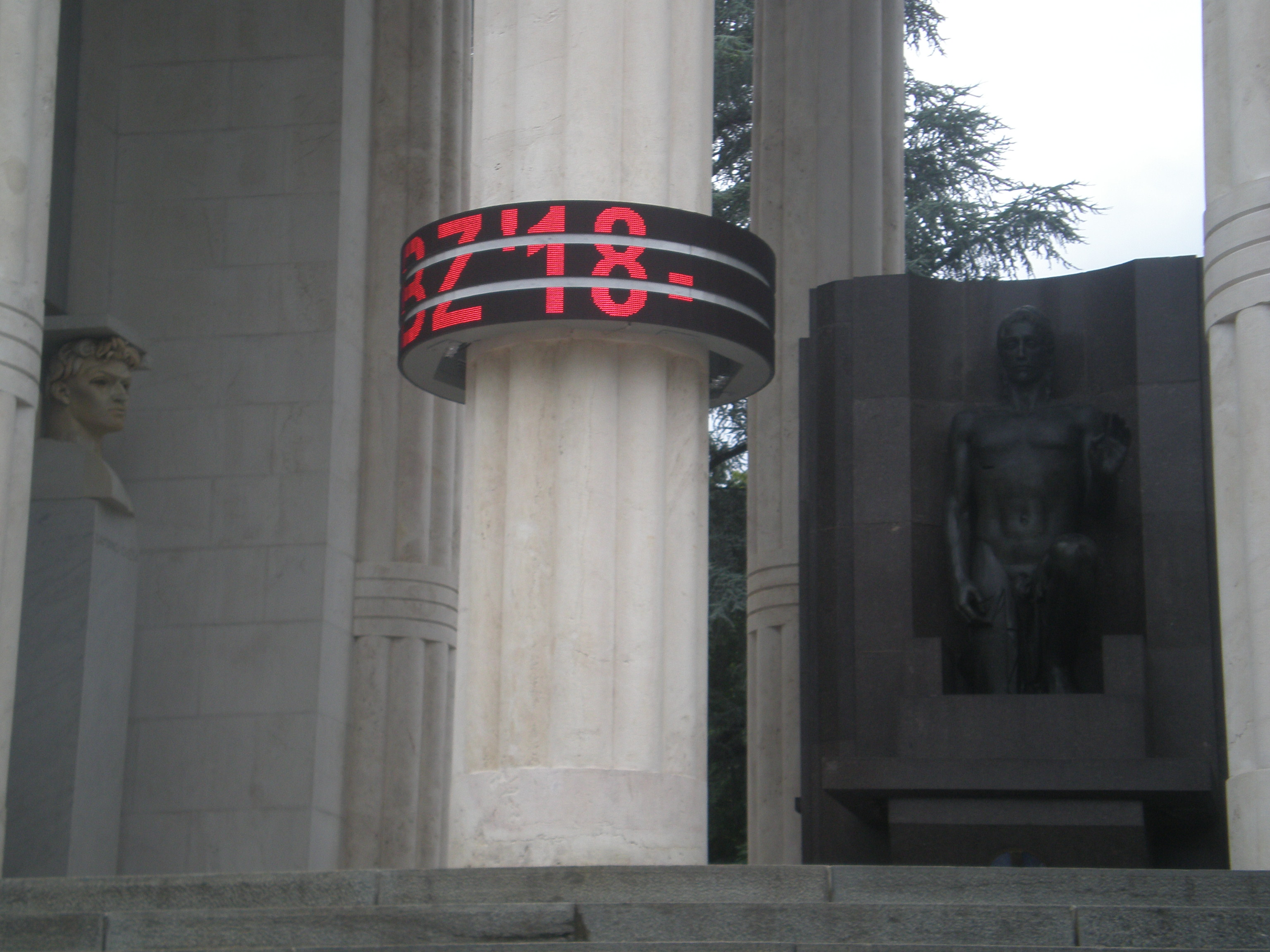
Der 2014 an einer der Säulen des Denkmals angebrachte Leuchtring mit der auf die Dauerausstellung hinweisenden Laufschrift

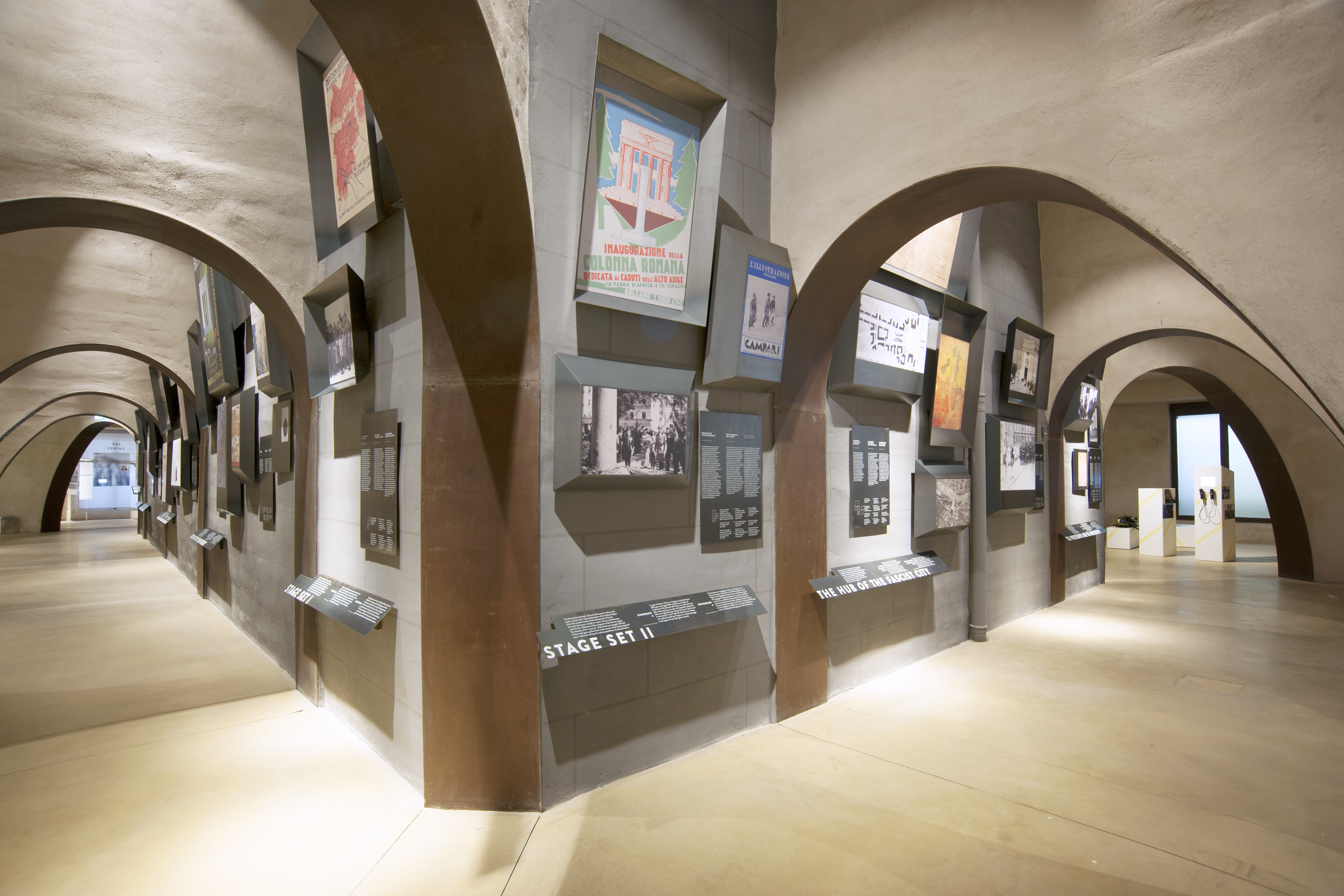
Blick in die Dauerausstellung im Sockelbereich des Denkmals

In der Folge kam man überein, in der „Krypta“ und den anliegenden Räumlichkeiten unterhalb des Bauwerks ein Dokumentationszentrum zur Bozner und Südtiroler Geschichte während der faschistischen und nationalsozialistischen Herrschaft entstehen zu lassen. Der Historiker Hannes Obermair kommentierte den inhaltlichen Wert des Projekts, das Siegesdenkmal um eine dauerhafte Dokumentations-Ausstellung zu totalitären Herrschaftsformen zu ergänzen, sowie den Entschluss zur Beibehaltung der faschistischen Bauelemente folgendermaßen:

„BZ ’18–’45 macht eine naive Leseart des Denkmals und seiner totalitären Inhalte schlechterdings unmöglich. Als historisiertes Mahnmal ist das Monument zur eindrücklichen Erzählung und Darstellung geworden, wie denn alles anfing und was geschah in diesem Land der ehemaligen Zwietracht, der Opfer und der Täter – auch der Opfer, die zu Tätern wurden, und der Täter, die zu Opfern wurden. Niemand kann es mehr für nationalistische Zwecke oder konfrontativ aufladen, ohne sich der Lächerlichkeit preiszugeben. […] Der Stein gewordene autoritäre Gesellschaftsentwurf ist katastrophal gescheitert. Die Geschichtsvision des Denkmals hat Millionen Menschen das Leben gekostet. Seine ursprünglichen Intentionen sind so endgültig fehlgeschlagen, dass ihre vom Denkmal verkörperte Karikatur nichts als grandioses Anschauungsmaterial für den Umgang mit belasteter und belastender Geschichte bietet.“

Im April 2016 wurde der Bozener Dokumentations-Ausstellung der Anerkennungspreis (special commendation) des European Museum of the Year Award zugesprochen. Die Begründung führt aus, die Ausstellung habe «ein kontroverses Denkmal, das über lange Zeit für politischen, kulturellen und identitären Streit gesorgt hat, wieder zugänglich gemacht und damit auf sehr mutige und professionelle Weise die Werte von Humanismus, Toleranz und Demokratie gefördert».
Mit angestoßen von der Cancel-Culture-Debatte, wurde die Umgestaltung des Siegesdenkmals, verbunden mit jener des Mussolini-Reliefs am Bozner Gerichtsplatz, ab den 2020er Jahren zusehends als gelungener Versuch wahrgenommen, belastetes Denkmalerbe nicht durch seine Entfernung oder Zerstörung, sondern durch Umgestaltung bzw. Resemantisierung als reflexive Lernorte zu erhalten. Hierbei wurde auch hervorgekehrt, dass diese reflexiven Umgestaltungen innerhalb einer noch immer mangelhaften italienischen Erinnerungskultur in Bezug auf die zahlreichen baulichen Hinterlassenschaften des Faschismus im übrigen Staatsgebiet positiv hervorstechen und nur mit europäischen Beispielen zu vergleichen sind. Verwiesen wurde dabei auch auf die „subtilen Ironisierungen, die in die regionalen Aufarbeitungsversuche eingebaut worden sind“. Auch der Standpunkt wissenschaftlicher Wertneutralität in der Darstellung kontroverser Geschichtsthemen wurde positiv hervorgehoben.